# Ác thú (phim)
Ác thú (tựa gốc: Boar) là một bộ phim kinh dị của Úc được viết kịch bản và đạo diễn do nhà biên kịch Chris Sun thực hiện, bộ phim kể về câu chuyện ở một vùng hẻo lánh nhưng đẹp đẽ của nước Úc, tại đây có một con quái vật lợn rừng là một con vật có kích thước đáng kinh ngạc, với sự khát máu dường như không quan tâm đến bất cứ thứ gì để bảo vệ lãnh thổ của nó bằng vũ lực tàn bạo, và nó đã giết người bằng thú tính thô bạo không giống bất kỳ ai từng thấy trước đây. Phim có sự tham gia của Nathan Jones, John Jarratt, Christie-Lee Britten, và Melissa Tkautz, với sự cộng tác của Chris Haywood và Steve Bisley.
Phim được sản xuất thành đĩa DVD bắt đầu ngày 03 tháng 12 năm 2019. Phim được đề cử cho giải tạo hình sinh vật kinh dị ấn tượng tại Giải Fangoria Chainsaw năm 2020. Với việc sử dụng kỹ xảo đóng vai ác thú với thời lượng 96 phút, bộ phim The Boar bị phê bình là không tạo được mạnh truyện để cảm khán giả căng đầy cảm xúc dù phim cũng  có một màn chiến đấu ác liệt với con ác thú này. Tại Việt Nam, phim được ra rạp vào ngày 31 tháng 8 năm 2018 với tựa đề tiếng Việt là "Ác thú".

## Nội dung
Trong vùng rừng núi hẻo lánh tuyệt đẹp ở Úc tồn tại một con quái vật vô cùng khát máu. Nó đang ở đâu đó ngoài kia, chỉ đợi chờ thời cơ để ăn thịt gia súc và làm loạn nông trại lên. Quái vật có hình thể to lớn, không e ngại bất cứ sinh vật nào. Nó sẵn sàng chiến đấu hết sức mình để bảo vệ lãnh thổ bằng những đòn tấn công đầy thô bạo và tàn nhẫn, vượt ngoài sức tưởng tượng của con người. Tương truyền có một con heo rừng khổng lồ, nhưng một tay nát rượu suốt ngày nhậu nhẹt tại địa phương lại khăng khăng rằng nó có thật. Những người nông dân thì vẫn không biết gì về con quái đang ẩn nấp ngoài kia.
Nội dung kể về gia đình Monroe đang về quê nghỉ ngơi vui chơi và gặp người thân lâu ngày không gặp để hâm nóng tình cảm gia đình. Để có cái gì đó mới lạ, gia đình Monroe liền cắm trại ngoài bờ sông và họ cũng chả biết có một con lợn yêu tinh ngoài này. Con quái lợn khổng lồ ghê rợn này đánh hơi được gì đó và bắt đầu hành trình khát máu của mình. Gia đình Monroe bỗng nhiên lại được chào đón bởi một sinh vật khát máu một con lợn nổi giận, điên tiết và nó biết giết người. Và khi phát hiện ra họ chỉ còn biết đoàn kết cùng nhau để thoát khỏi thời khắc sinh tử. Kết thúc phim có vẻ tích cực nhưng gây sốc là chi tiết đó khá tiêu cực dù đó là điều lành với gia đình nhà Monroe.

## Diễn viên
- Nathan Jones vai Bernie
- John Jarratt vai Ken
- Christie-Lee Britten vai Ella
- Melissa Tkautz vai Sasha
- Ernie Dingo vai Ernie
- Roger Ward vai Blue
- Hugh Sheridan vai Robert
- Bill Moseley vai Bruce
- Chris Haywood vai Jack
- Ricci Guarnaccio vai Oscar
- Griffin Walsh vai Bart
- Simone Buchanan vai Debbie

## Tạo hình
Phim kinh dị này cho khán giả chứng kiến cuộc tàn sát đẫm máu của hung thần heo rừng với ngoại hình to lớn nhưng sở hữu sự nhanh nhẹn, tốc độ đáng kinh ngạc, rắn rỏi và linh hoạt bất chấp ngoại hình đồ sộ, cộng thêm vào đó là bộ da nó dày cả tấc súng đạn bất nhập, bộ lông nhớp nháp bùn dơ lúc nào cũng rỉ máu, dàn móng cứng như bàn thạch dễ dàng nghiền nát sọ kẻ thù, hàm răng mang sức nghiền khủng bố với đôi nanh dài gần 1 mét như đôi gươm đâm xuyên những đối thủ khổng lồ nhất. Cách tạo hình này khiến Boar gieo rắc kinh hoàng trong chớp mắt, ngay khi nó vừa xuất hiện với sự giữ tợn và khát máu.
Về tạo hình nhân vật, đạo diễn Chris Sun thích tạo ra một con lợn hung dữ, táo bạo nhất trên màn ảnh. Nhưng khi đưa ra thảo luận hội nhóm thì nó không thực tế vì khó có thể có con lợn nào to bằng chiếc xe. Dùng kỹ xảo phóng to cũng không hợp lý, sau đó, Chris Sun đã mời chuyên gia tạo hình phim kinh dị hàng đầu là Rob Stanley để xử lý. Chính Rob Stanley đã tạo hình con quái vật để có vóc dáng và kết cấu lượng đồ sộ, vì viêm khớp hông và lưng trũng xuống và sứp ép đè nặng lên cột sống, cổ to như đỡ hộp sọ cùng bộ hàm kinh tởm, xương vai to nhằm chống trụ các khối cơ phần thân trước, với chiều cao 2,5 mét và nặng 2 tấn đó là cỗ máy giết chóc.
Con lợn không hề đáng yêu này là nhân vật chính nên có hồn, thành tinh, vì nó to như vậy nên con lợn đã già, con heo rừng này lang thang suốt bao nhiêu năm quanh nông trại mà không hề bị làm sao, nó như một ông trùm không biết sợ ai, dường như nó bị viêm khớp, nên không thể di chuyển nhanh, trên cơ thể có nhiều vết thương nhiễm trùng lở loét, răng thì gãy bên phải còn mắt thì bị chột, việc tạo hình không khác gì một tay gangster. Tuy ngoại hình cồng kềnh và lồi lõm nhưng nó rất linh hoạt và biết cách tiếp cận đối thủ. Bộ da thì như tiến hóa sau bao năm khó có thể xâm phạm cùng bộ món sắc nhọn để tấn công nên độ nguy hiểm của quái lợn này không khác gì những loài săn mồi đỉnh cao.

## Phê bình
Boar đã nhận được nhiều đánh giá trái chiều từ các nhà phê bình khi phát hành. Anton Bitel từ hãng SciFi Now đã chỉ trích bộ phim vì các nhân vật không thú vị, cốt truyện phái sinh và sự tiết lộ lặp đi lặp lại của con quái vật trong tiêu đề. Kịch bản không tốt, phim không có kịch bản một cách rõ rằng và chỉ dọa khán giả bằng các phân cảnh rùng rợn. Các nhân vật chỉ xuất hiện có lẽ cho bộ làm nền cho ác thú và tựu trung lại thì phim chưa thể hiện có một điểm nhấn mà tất cả chỉ để làm nền cho con lợn ác thú này giết người. Các lời thoại bình thường, các câu thoại không liên quan đến nhau và không liên quan đếm con lợn rừng hay làm tôn lên chiều sâu nội tâm nhân vật.
Nhạc phim đáng thất vọng với các yếu tố như Soundtrack, hiệu ứng âm thanh cũng không nổi bật, chỉ đưa vào để tăng độ kịch tính, và khắc họa sự sợ hãi khi con quái xuất hiện cũng chưa thực sự tốt. Nếu con lợn không có mặt thì khán giả đáng xem một khung cảnh kinh dị nào đó thườn thấy ở các bộ phim thể loại này đúng hơn là về con lợn rừng thành tinh này. Jonathan Barkan từ Dread Central chấm cho bộ phim ba sao rưỡi trong số năm sao Jeremy Aspinall của The Radio Times đã cho bộ phim ba sao trong số năm sao, nói rằng mặc dù bộ phim thiếu tính độc đáo, nhưng màn trình diễn của nó và việc giữ lại nhân vật phản diện tiêu biểu cho đến đêm cuối là điều đáng khen ngợi.
Quay phim và dựng cảnh cũng chưa đạt với những màn truy đuổi, chạy trốn ác thú không được quay tốt. Những cảnh cần thể hiện sự sợ hãi của nhân vật thì lại không được quay cận cảnh, chưa chuyên nghiệp do kinh phí đầu tư quá ít nên phải giảm thiếu cảnh quay góc khác, nên hàng loạt các cảnh được dàn dựng cẩu thả, loanh quanh và giả tạo dường như chỉ dành riêng cho các khán giả thích xem kinh dị như một thú vui giải trí và có thể hét ầm ỹ lên, dù khi xem có gì để hét không. Niall Browne từ Movies in Focus khen ngợi các hiệu ứng thực tế của bộ phim, trong khi nói rằng việc sử dụng các hiệu ứng CGI trong phần cuối của phim là kém và không thuyết phục.